# روش مصرف دارو

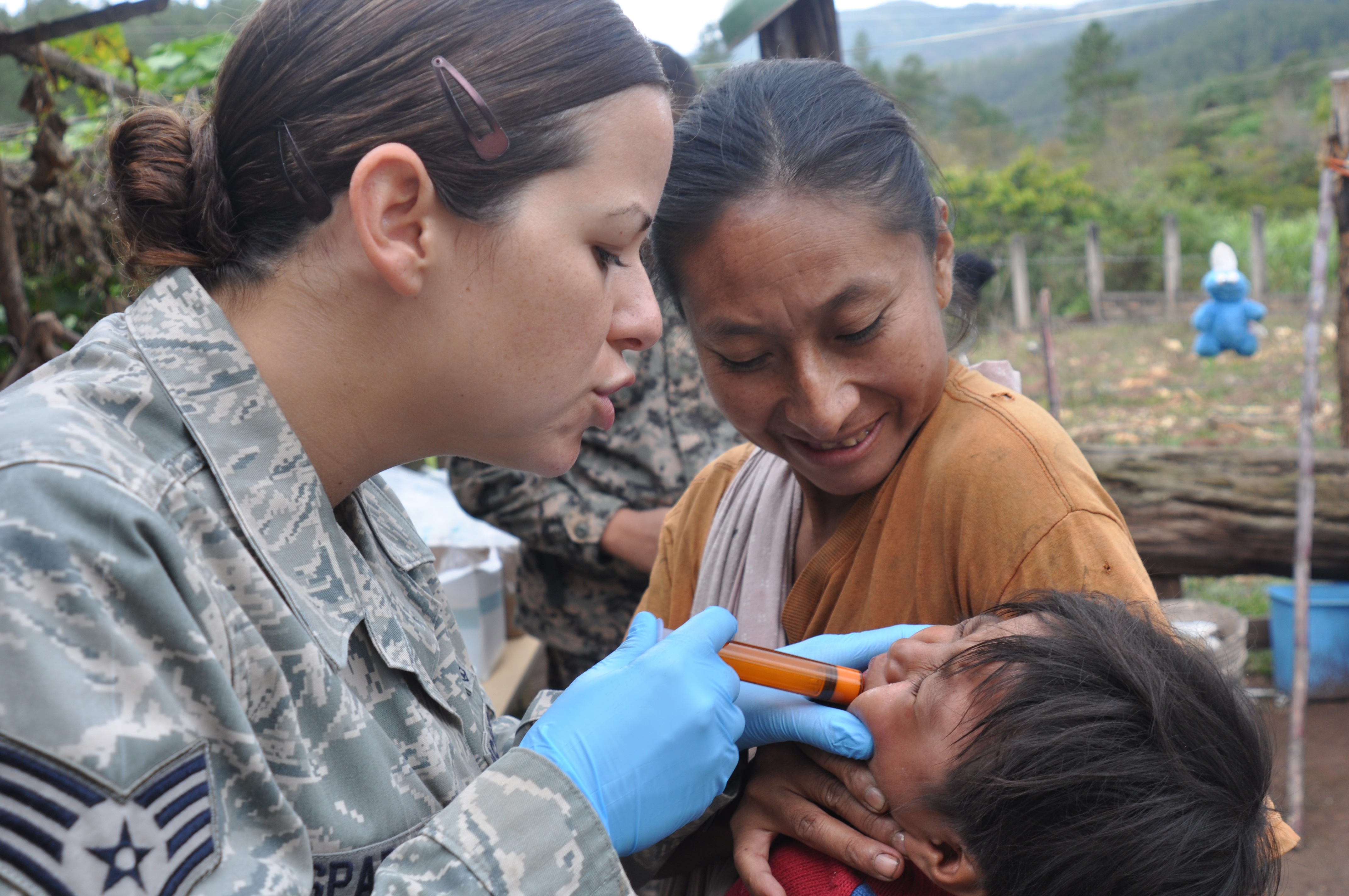
دادن دارو توسط گروهبان ستاد نیروهای هوایی به یک کودک

نحوه مصرف یا روش مصرف در فارماکولوژی و سم‌شناسی مسیرهایی است که یک دارو، مایع، سم یا مواد دیگر به بدن راه می‌یابند.